# Friedrich Pinggéra
Fritz Pinggéra (* 26. Januar 1876 in München; † 18. Januar 1940 ebenda) war ein deutscher Marine-Sanitätsoffizier.

## Leben
Pinggéra studierte an der Ludwig-Maximilians-Universität München Medizin. 1897 wurde er im Corps Isaria recipiert. Er trat am 1. Oktober 1899 in die Kaiserliche Marine ein. Mit einer Doktorarbeit zur Invagination wurde er 1903 in München zum Dr. med. promoviert. 1914 war er als Marine-Stabsarzt (Beförderung am 22. März 1910) bei der II. Werftdivision. Bis März 1917 war im Festungslazarett in Wilhelmshaven. In der Folge kam er als Oberarzt zur Werft Brügge, dann als Chefarzt zur Leichtkranken-Abteilung St. Andreas und später als Regimentsarzt zum Marine-Artillerie-Regiment 1 bei der 1. Marine-Division und dem Regiment Rohr in Belgien. Am 20. August 1917 wurde er Marine-Oberstabsarzt.
Nach dem Krieg in die Reichsmarine übernommen, war er 1922 Verbandsarzt beim Befehlshaber der Seestreitkräfte der Nordsee und später als Flottenarzt in der Marinemedizinalabteilung (G) im Reichswehrministerium in Berlin. Er wurde am 1. April 1926 zum Generaloberarzt und am 1. Juli 1927 zum Generalarzt befördert. Als er zum 30. September 1928 aus der ministeriellen Marineleitung ausschied, schrieb ihm Admiral Hans Zenker einen betont herzlichen Dankesbrief, datiert vom 22. September 1928. Als charakterisierter Marinegeneralstabsarzt diente er vom 1. Oktober 1928 bis zum 29. März 1932.

## Ehrungen
- Militärverdienstorden (Bayern) 4. Klasse mit Krone und Schwertern
- Oldenburgisches Friedrich-August-Kreuz II. Klasse
- Friedrich-August-Kreuz I. Klasse
- Eisernes Kreuz I. Klasse
- Rote Kreuz-Medaille (Preußen) 2. Klasse